# Huijbergen
Huijbergen est un village situé dans la commune néerlandaise de Woensdrecht, dans la province du Brabant-Septentrional. Le 1er janvier 2005, le village comptait 2 180 habitants.
Le 1er janvier 1997, la commune de Huijbergen est supprimée et rattachée à celle de Woensdrecht, en même temps que Putte et Ossendrecht.

## Histoire
Des pasteurs vivaient sur ces terres, mais des bandits sévissaient dans la nature environnante. Ces derniers étaient, entre autres, impliqués dans le racket des navires sur l'Escaut. Le propriétaire de l'époque, seigneur de Bréda, Hendrik V van Schoten, a voulu y mettre un terme et en 1263, il a prêté cette terre à Willem Heusche Bollaert, qui a été chargé de la développer et la sécuriser davantage. Dans le même temps, les habitants, jusque-là serfs du seigneur de Breda, sont élevés au rang de citoyens libres. En 1277, ce territoire fut attribué par Isabella van Schoten, héritière d'Hendrik, aux guillemites du monastère de Baseldonk (nl) à Bois-le-Duc.
Les guillemites ont eu a subir de nombreux conflits frontaliers au cours des siècles avec l'abbaye de Tongerlo, qui possédait les terrains adjacents d'Essen et de Kalmthout. La frontière entre Tongerlo et le Marquisat de Berg-op-Zoom passait à travers Huijbergen. À l'exception de la chapelle, le Wilhelmietenklooster (ou monastère des Guillemites) était entièrement situé dans la région de Tongerloos (seigneurie d'Essen-Kalmthout-Huijbergen). La frontière n'a été établie que lorsque les provinces d'Anvers et du Brabant-Septentrional ont été formées en 1813, lorsque la souveraineté des Pays-Bas unis a été établie. Toutes les terres cultivées par les Guillemites ont été attribuées au Brabant-Septentrional. Par conséquent, la frontière passant à Huijbergen a eu un cours quelque peu erratique, formant dans un arc autour du village. Lorsque la Belgique a été scindée en 1830, cette frontière est devenue la frontière de l'État, de sorte que le village d'Huijbergen, contrairement à Putte, par exemple, se trouve entièrement aux Pays-Bas. La paroisse catholique romaine a continué d'exister après la sécession de la Belgique et n'a été scindée qu'en 1859. Le moulin à grain Johanna du village doit son existence à cette division et au désir du curé d'avoir un moulin dans sa paroisse.

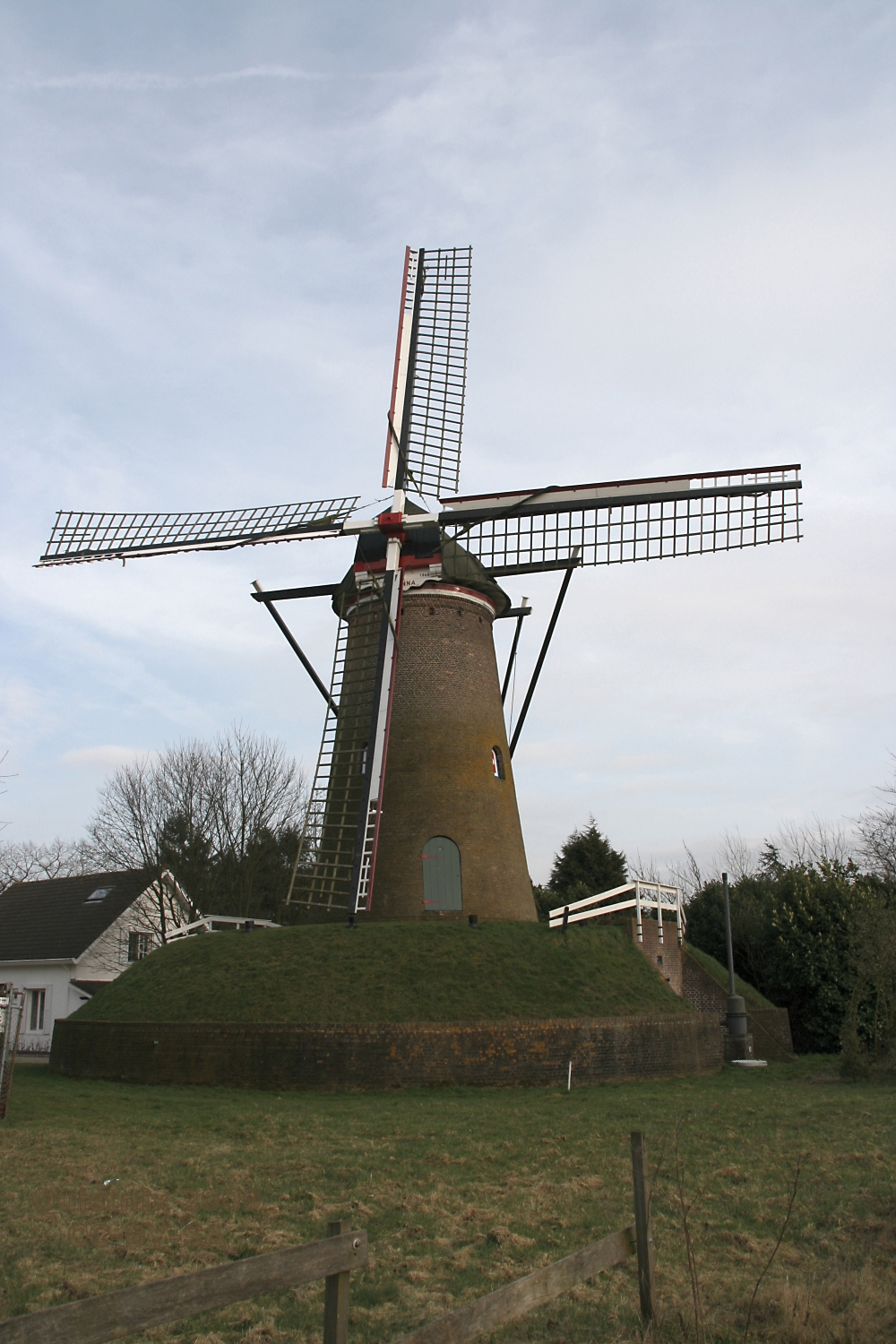
Le moulin Johanna.

Après le départ du dernier guillemite en 1847, tous les droits revinrent à l'ordre monastique des Frères Chrétiens de l'Immaculée Conception de la Très Sainte Vierge et Mère de Dieu Marie (en bref : la communauté des « Frères d'Huijbergen »). Ils ont fondé un orphelinat qui est ensuite devenu un internat renommé, Sainte-Marie, qui a existé jusqu'en 2002.

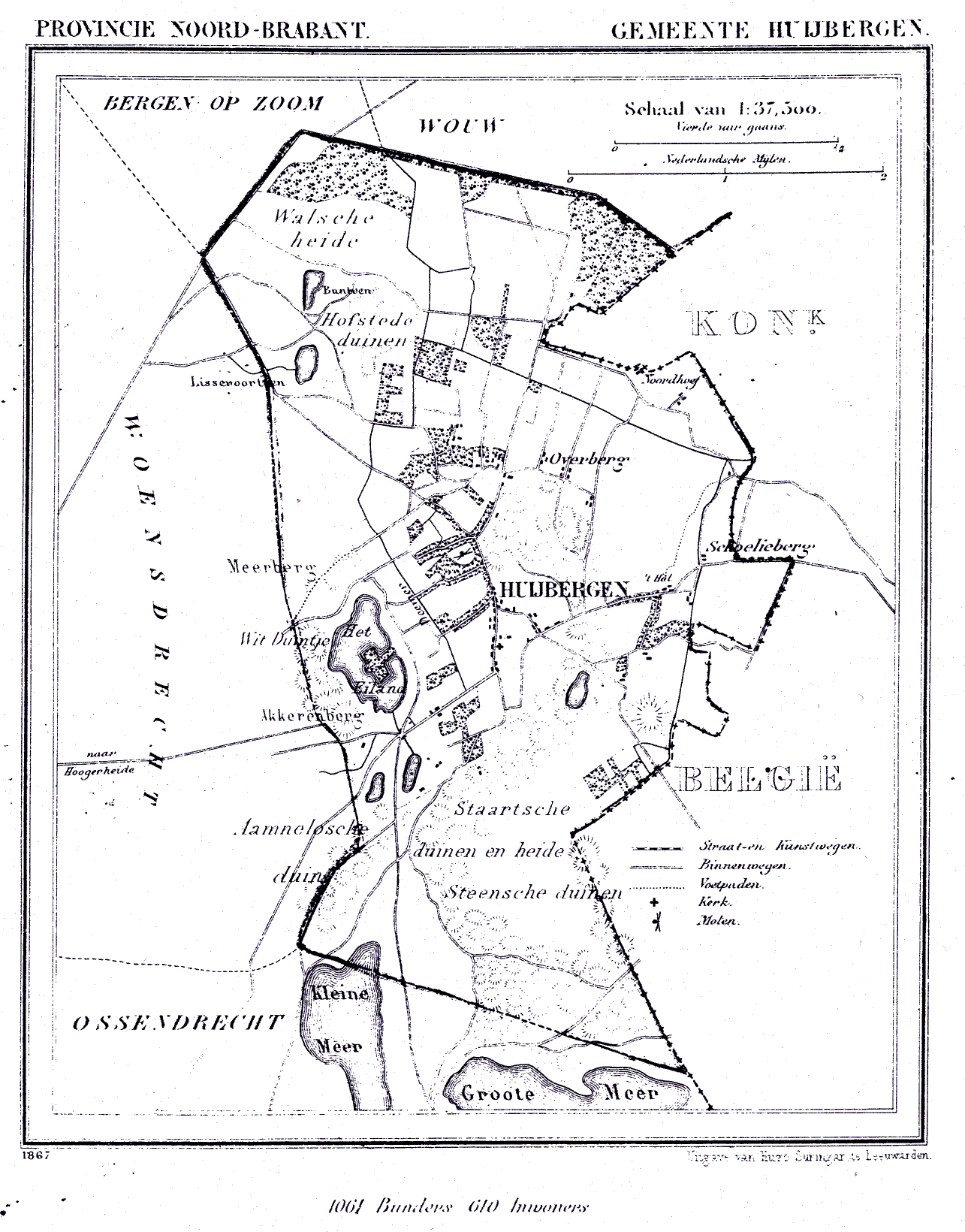
La commune d'Huijbergen en 1867.

La première église paroissiale d'Huijbergen a été consacrée en 1646.
Une grande partie du village, y compris le monastère et l'église du village, a été détruite en 1944 par les forces armées allemandes battant en retraite. Le centre du village compte donc peu de bâtiments d'avant-guerre. Il ne reste que l'édifice du portail de l'ancien monastère des guillemites, aujourd'hui Musée des Guillemites. Le monastère a été reconstruit après la guerre. Le pensionnat a été fermé par étape dans la période 1970-1980. Certains bâtiments ont été démolis. Les Frères d'Huijbergen ont établi une nouvelle maison-mère sur la Boomstraat. L'ancien bâtiment du monastère a été transformé en appartements et les anciens terrains de sport ont été recouverts par des projets immobiliers de villas.
Huijbergen est considéré comme un village de banlieue. En 1989, le 725e anniversaire de Huijbergen a été célébré.

## Culture locale et patrimoine
- Les anciens monastère Maria et l' Institut Sainte-Marie, au 2 de la Staartsestraat. Seul le portail de 1610 subsiste de l'ancien monastère, en grande partie détruit en 1944. La construction du nouveau complexe a suivi à partir de 1950. Les architectes qui ont participé sont J. Hurks, Sadee et De Bruyn. Le pensionnat a été fermé en 2002. Des appartements ont été réalisés dans l'ancien institut et des maisons ont été construites sur le site.
- L'église Notre-Dame Hemelvaart (Onze Lieve Vrouw Hemelvaartkerk), au n°1 de la Canadaplein, est une église de 1952 de style basilique, construite dans le style de l'école de Delft. L'architecte en était W.J. Bunnik[1]. L'église a remplacé une église néo-gothique de 1916 détruite pendant la guerre en 1944, qui à son tour a remplacé l'église paroissiale d'origine de 1646.
- Le moulin en pierre sur monticule Johanna, élevé à partir de 1862.
- La chapelle Maria sur Hollandseweg, soi-disant chapelle étudiante, construite en quelques jours par la Guilde des étudiants brabançons lors d'un camp d'été en 1933. Restaurée en 1979 après les dommages subis pendant la Seconde Guerre mondiale et le vandalisme.
- La chapelle Theresia, dans la forêt Theresia des Frères d'Huijbergen, avec quelques autres chapelles.
- Une longue ferme à pignon de 1635, sise au 47 de la Staartestraat, avec une grange flamande indépendante.

### Musée
- Le Musée des Guillemites (ou Wilhelmietenmuseum), installé dans le bâtiment du portail de l'ancien monastère Maria.